# Malinowka (rejon buriejski)
Malinowka (ros. Малиновка) – wieś (ros. seło) w południowo-wschodniej Rosji, terytorialnie i administracyjnie należąca do rejonu buriejskiego, w obwodzie amurskim. 
Według danych statystycznych z 2016 roku wieś Malinowka zamieszkiwało 983 mieszkańców. 